# Gottmadingen
Gottmadingen es un municipio alemán en el distrito de Constanza, Baden-Wurtemberg.

## Estructura
La aldea principal es Gottmadingen. Además, las aldeas Bietingen, Ebringen y Randegg con los caseríos Petersburg y Murbach pertenecen al municipio.

## Geografía
Está ubicado en el oeste de la Hegovia.

## Puntos de interés
- Ruina del castillo en el monte Heilsberg por encima de Gottmadingen[3]
- Palacio de Bietingen, construido en 1720, circundado por un parque, en el centro de Bietingen[4]
- Palacio de Randegg, construido en 1567 en lugar de un antiguo castillo al oeste de Randegg[5]